# Якупово (Кушнаренковский район)
Яку́пово (баш. Яҡуп) — деревня в Кушнаренковском районе Республики Башкортостан Российской Федерации. Входит в состав Матвеевского сельсовета.
Живут татары, башкиры (2002).

## Название
Названо по имени первопоселенца, известен его сын Ишали Якупов.

## География
Расположено на р. Олдоуш (бассейн р. Белой), при автомагистрали Е-107 (М-12)

### Географическое положение
Расстояние до:
- районного центра (Кушнаренково): 13 км к западу[2],
- центра сельсовета (Старобаскаково): 10 км,
- ближайшей ж/д станции (Уфа): 71 км к северо-западу[2].

## История
Основано в 1-й половине 18 в. башкирами Канлинской волости Казанской дороги на собственных землях.
Жители занимались скотоводством, земледелием. В 1906 зафиксированы мечеть, хлебозапасный магазин.

## Население
| 2002 | 2009 | 2010 |
| ---- | ---- | ---- |
| 151  | ↘140 | ↘130 |

### Историческая численность населения
В 1865 году проживали 231 человек, в 1906—402, в 1920—245, в 1939—276, в 1959—277, в 1989—164, в 2002—151, в 2010—130.

### Национальный и гендерный состав
По договору 1734 о припуске здесь поселились мишари, в конце 18 в. на тех же условиях — тептяри.
Согласно переписи 2002 года, из 151 жителей 67 мужчин,	85 женщин; преобладающие национальности — татары (65 %) и башкиры (28 %).

## Известные уроженцы, жители
- Миргалеев, Ильнур Мидхатович (род. 1976) — российский татарстанский историк.

## Инфраструктура
Личное подсобное хозяйство с зоной сельскохозяйственного использования, индивидуальная застройка усадебного типа. В 1865 году — 31 двор.
Основа экономики — сельское хозяйство. С 1930-х гг. село входило в состав колхоза «Комбайн», с 1951 — колхоза имени Чеверёва, с 1992 — колхоза «Новая заря».
Действует фельдшерско-акушерский пункт.

## Транспорт
Деревня доступна автотранспортом. Автобусное сообщение с районным и республиканским центром. Остановка общественного транспорта «Якупово» на магистрали М-12.